# Avia B.135
Авиа B.135 (чеш. Avia B.135) — чехословацкий одноместный истребитель периода второй мировой войны. Представлял собой моноплан смешанной конструкции с закрытой кабиной и убирающимся шасси с хвостовым колесом. Спроектирован в КБ фирмы «Авиа» под руководством Франтишека Новотны. Являлся развитием конструкции опытного истребителя Avia B.35. Опытный Avia B.35.3 совершил первый полет 20 июня 1939 года. Серийное производство начато уже в условиях немецкой оккупации на заводе «Авиа» в Праге, где было построено всего 12 серийных самолетов, получивших по немецкой номенклатуре обозначение Аv 135. Самолеты были проданы болгарским ВВС где состояли на вооружении с января 1943 года.

## Тактико-технические характеристики

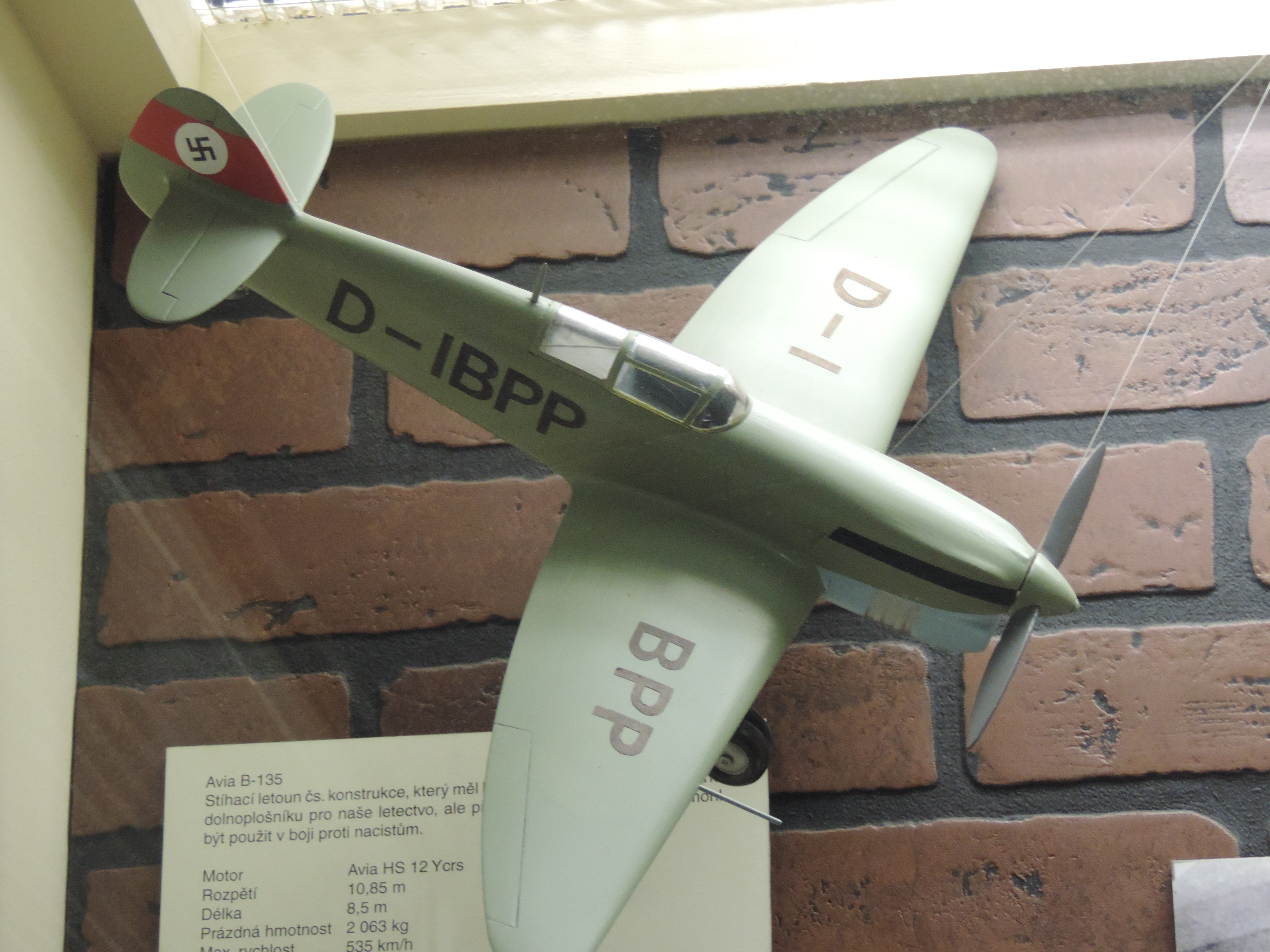
Модель самолёта в экспозиции авиамузея Кбелы

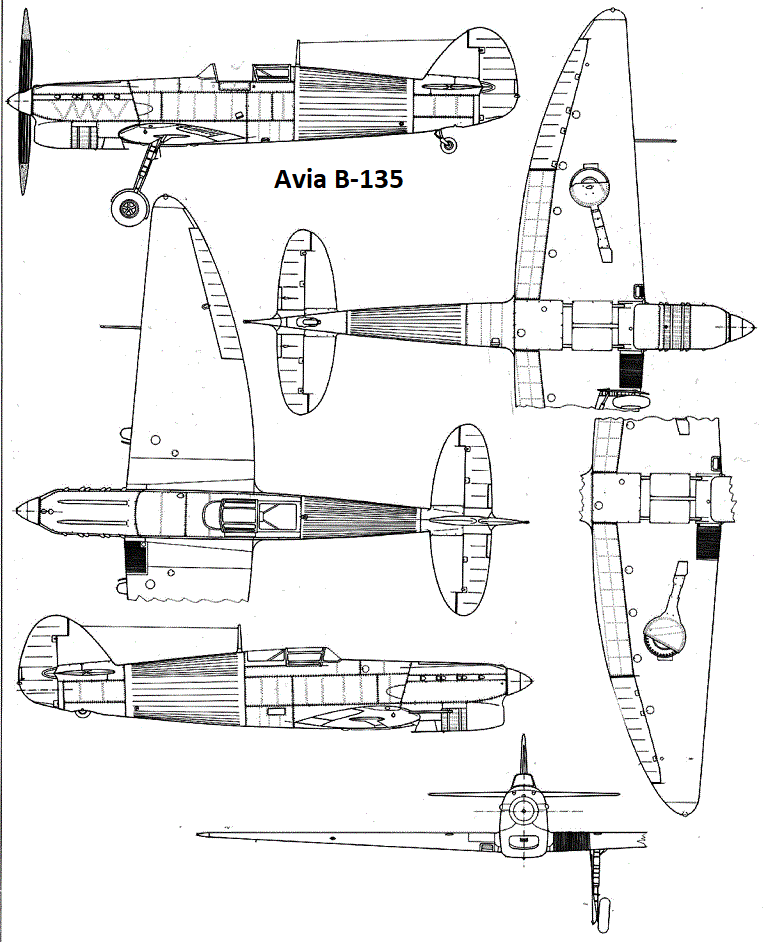

Технические характеристики
- Экипаж: 1
- Длина: 8,5 м
- Размах крыла: 10,85 м
- Высота: 2,7 м
- Площадь крыла: 17,0 м²
- Масса пустого: 2 063 кг
- Нормальная взлётная масса: 2422 кг
- Максимальная взлётная масса: 2 547 кг
- Силовая установка: 1 × Avia HS 12Ycrs (лицензионный Hispano-Suiza 12Y)
- Мощность двигателей: 1 × 860 л.с. (1 × 633 кВт)
- Воздушный винт: двухлопастный, деревянный, фиксированного шага

Лётные характеристики
- Максимальная скорость: 535 км/ч (на 4000 м)
- Крейсерская скорость: 460 км/ч
- Практическая дальность: 550 км
- Практический потолок: 8 500 м
- Скороподъёмность: 13,5 м/с

Вооружение
- Стрелково-пушечное: 1x 20-мм пушка MG FF и 2x 7,92-мм пулемёта Vz. 30

## Боевое применение
Утром 30 марта 1944 года четвёрка болгарских истребителей Avia Av 135 из лётной школы, базировавшейся на аэродроме Дольна Митрополия, выполняла учебный полёт. Самолёты находились юго-восточнее Софии на высоте около 8000 м, когда ведущий группы капитан Кростин Атанасов заметил в небе силуэты незнакомых бомбардировщиков. При сближении стало ясно, что замеченные бомбардировщики были «Либерейторами» В-24 американских ВВС, возвращавшимися на свои итальянские базы через воздушное пространство Болгарии после бомбардировки румынских нефтеперерабатывающих заводов в Плоешти.
Болгария в то время была союзником Германии, и 6-й истребительный полк, в который входили эти Av 135, оперативно подчинялся командованию Люфтваффе на Балканах. Естественно, что Атанасов тут же атаковал американские бомбардировщики. «Либерейторы» шли на 300 м выше, и болгарские истребители, набрав скорость в пологом пикировании, атаковали американцев снизу, пройдя сквозь строй бомбардировщиков. Оказавшись теперь сверху, группа Av 135 повторила атаку, спикировав на «Либерейторы». Третий заход сделать уже не удалось — высота вновь была потеряна, а летевшие пустыми бомбардировщики довольно быстро удалялись. Сначала болгарским пилотам показалось, что они никого не сбили, но неожиданно один из «Либерейторов» сорвался в спираль, а в воздухе раскрылись пять парашютов.

## Эксплуатанты
Болгария
- Царские ВВС Болгарии